# Luj III., zapadnofranački kralj
Luj III. (863./865. – 882.) bio je zapadnofranački kralj od 879. godine.
Luj je rođen tijekom vladavine svog djeda Karla II. Luja je rodila Ansgarda Burgundska. Poslije smrti svoga oca, Luja II., Luj III. i njegov mlađi brat Karloman donijeli su odluku o udruženoj vladavini cijelom Zapadnom Franačkom, kraljevstvom koje su podijelili na dva dijela. Luj je dobio Francusku i Neustriju.
Njegova kratka vladavina počinje gotovo nepremostivim političkim problemima. Tadašnje praktično ratno stanje s Istočnim Franačkim kraljevstvom (Njemačkom) se rješava poklanjanjem dvije istočne provincije 880. godine. Na sjeveru država se nalazi pod pljačkaškim napadima Vikinga koje Luj III. pobjeđuje u bitci kod Saucorta. Na veličinu te pobjede ništa bolje ne ukazuje od njenog ostanka u tamošnjem dugotrajnom narodnom sjećanju.
Koristeći se državnim neprilikama Boso Provansalski proglašava svoju nezavisnost što označava 879. početak rata protiv franačkih vladara. Prvi pokušaj gušenja ove pobune završava neuspješno 881. godine. Sljedeće godine popularni Luj III. umire u devetnaestoj godini života. Budući da se nije oženio i nije imao djece, njegov je brat Karloman postao novi vladar. Lujev mlađi polubrat bio je Karlo III.
| Prethodnik: Luj II. | Kralj Francuske zajedno s Karlomanom | Nasljednik: Karloman |